# Намуль
Намуль (кор. 나물) страва корейської кухні з різноманітної їстівної трави, листя, водоростів, грибів. Дику зелень називають сан-намуль (산나물 , "гірський намуль"), а весняні овочі називають бом-намул (봄나물 , "весняний намуль"). У свято Даебореум, першого повного місяця в році, корейці їдять бореум-намуль ( 보름나물 , "намуль повного місяця") з Огок-бап . Вважається, що намуль бореуму допомагає протистояти спеці майбутнього літа.

## Приготування та подача
Для намулу як страви можна використовувати практично будь-який вид овочів, трав або зелені, а інгредієнт включає коріння, листя, стебла, насіння, паростки, пелюстки та фрукти. Деякі морські водорості та гриби, і навіть продукти тваринного походження, такі як яловичі сухожилля, також роблять намулями. Хоча в більшості випадків овочі перед бланшують, спосіб приготування може відрізнятися; їх можна подавати свіжими (сирими), вареними, смаженими, соте, ферментованими, сушеними або приготованими на пару. Намул можна заправити сіллю, оцтом, кунжутовою олією та олією перилли, звичайним соєвим соусом та суповим соєвим соусом, твенджангом (соєвою пастою), кочуджангом та багатьма іншими спеціями та приправами.
Намул зазвичай подають як панчхан (반찬, гарнір, що супроводжує рис). Кожна страва з намулу може бути названа залежно від основних інгредієнтів та способів приготування. Наприклад, приправлену страву з Pimpinella brachycarpa (шамнамуль), називають chamnamulmuchim (дослівно "приправлене шамнамуль"). Страва з намулу, виготовлена з сирої редьки, називається musaengchae ("무생채, приправлена сира редька"), оскільки зазвичай страва з намулом, виготовлена з вареної редьки, називається мунамуль ("редька намуль").

## Галерея

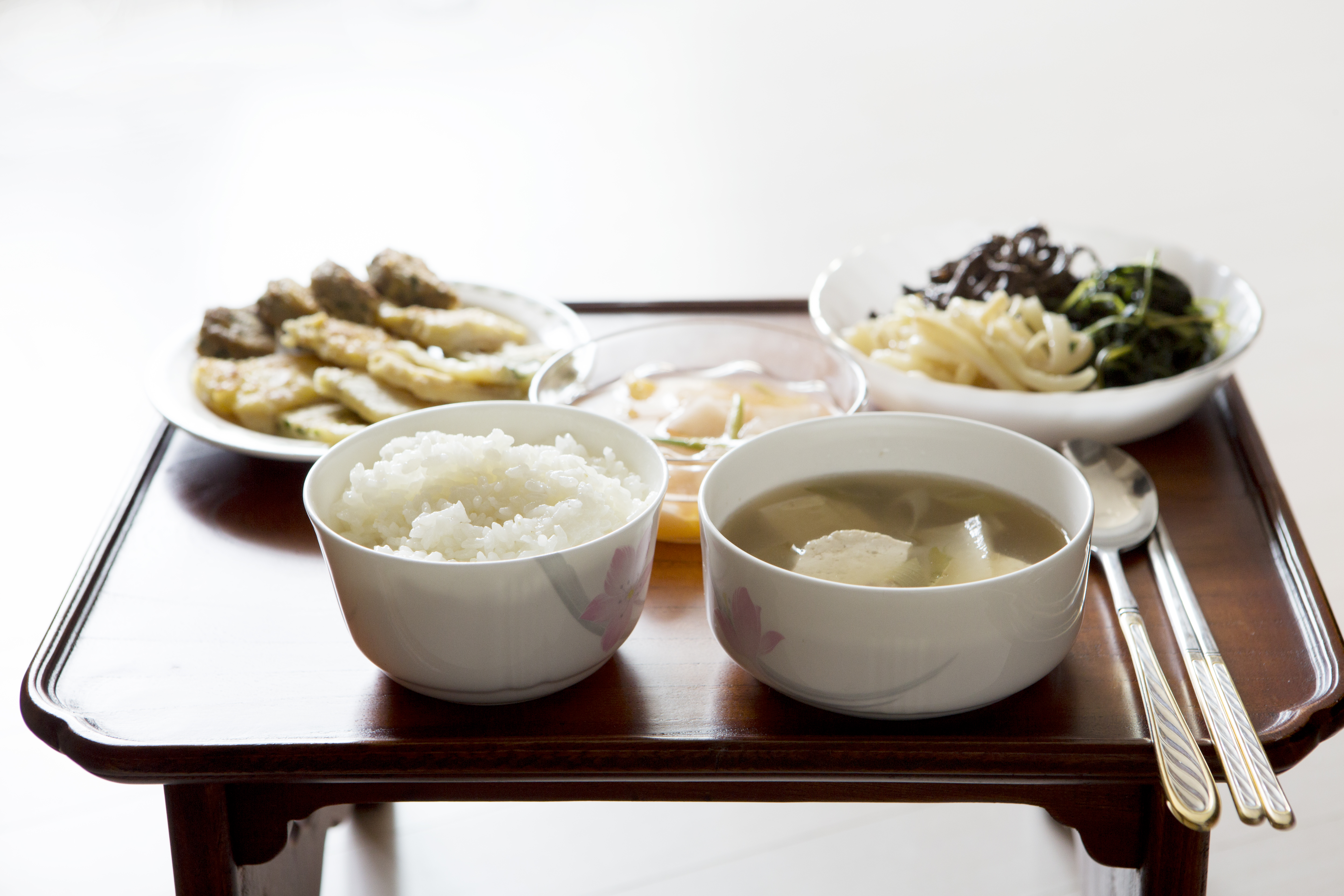
Бапсанг (стіл) для однієї людини з бапом (варений рис), гук (суп), кімчі, пхєньюк (м’ясні скибочки) та три панчхана ( шпинат намуль, папоротевий намуль та намуль кореня платикодону)
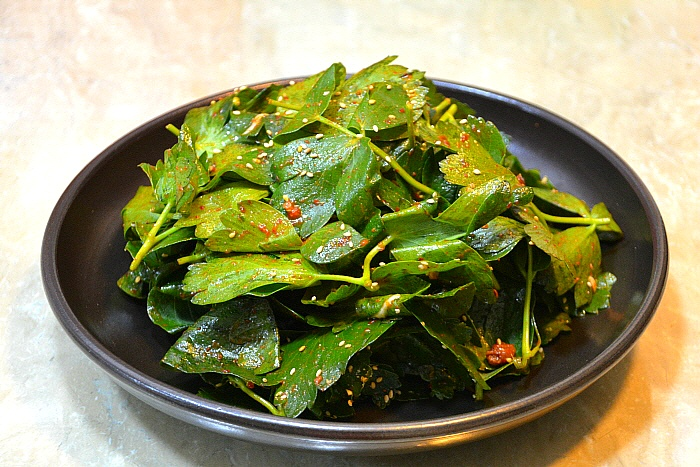
Намуль з Peucedanum japonicum
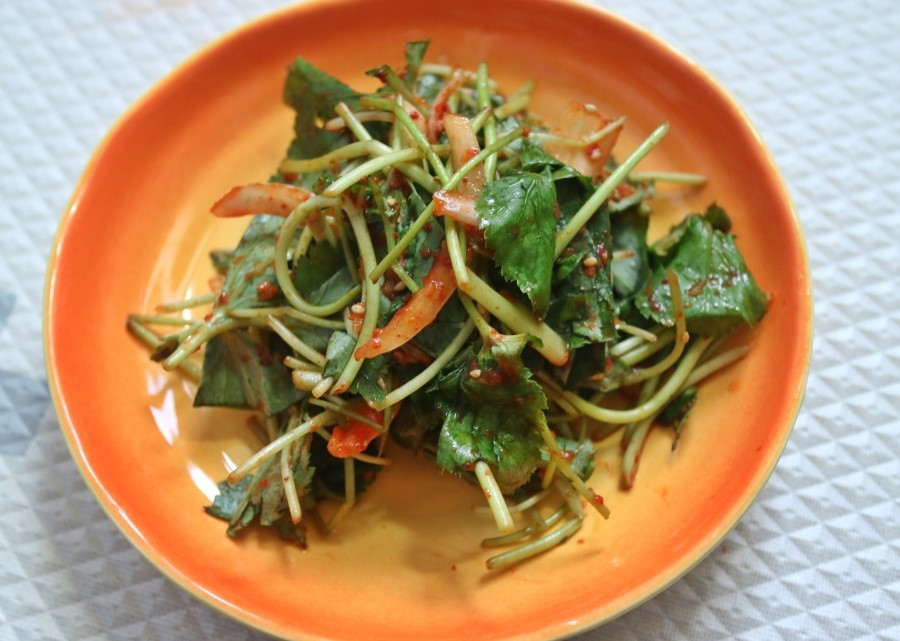
Намуль з Pimpinella brachycarpa
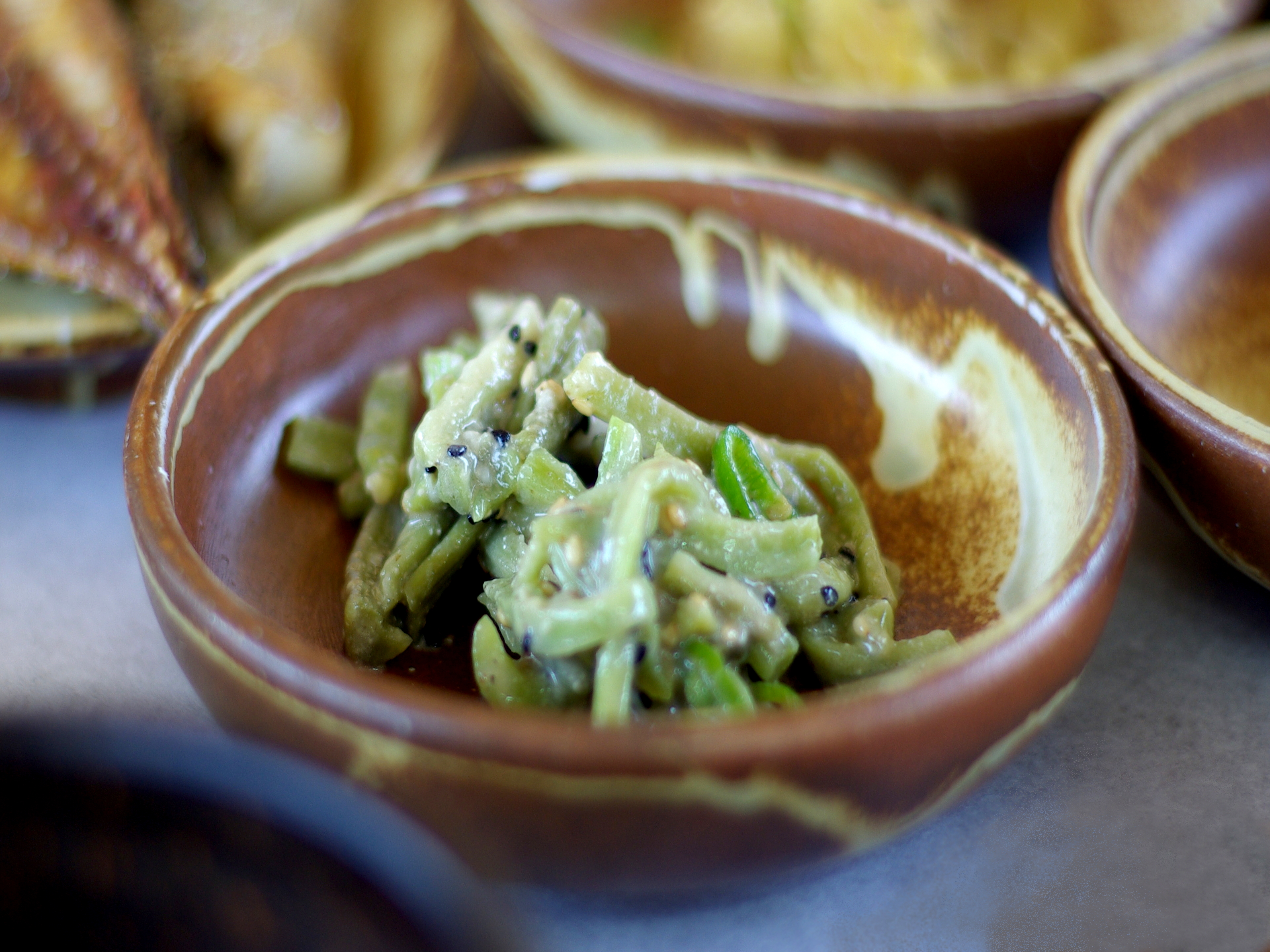
Намуль з батату
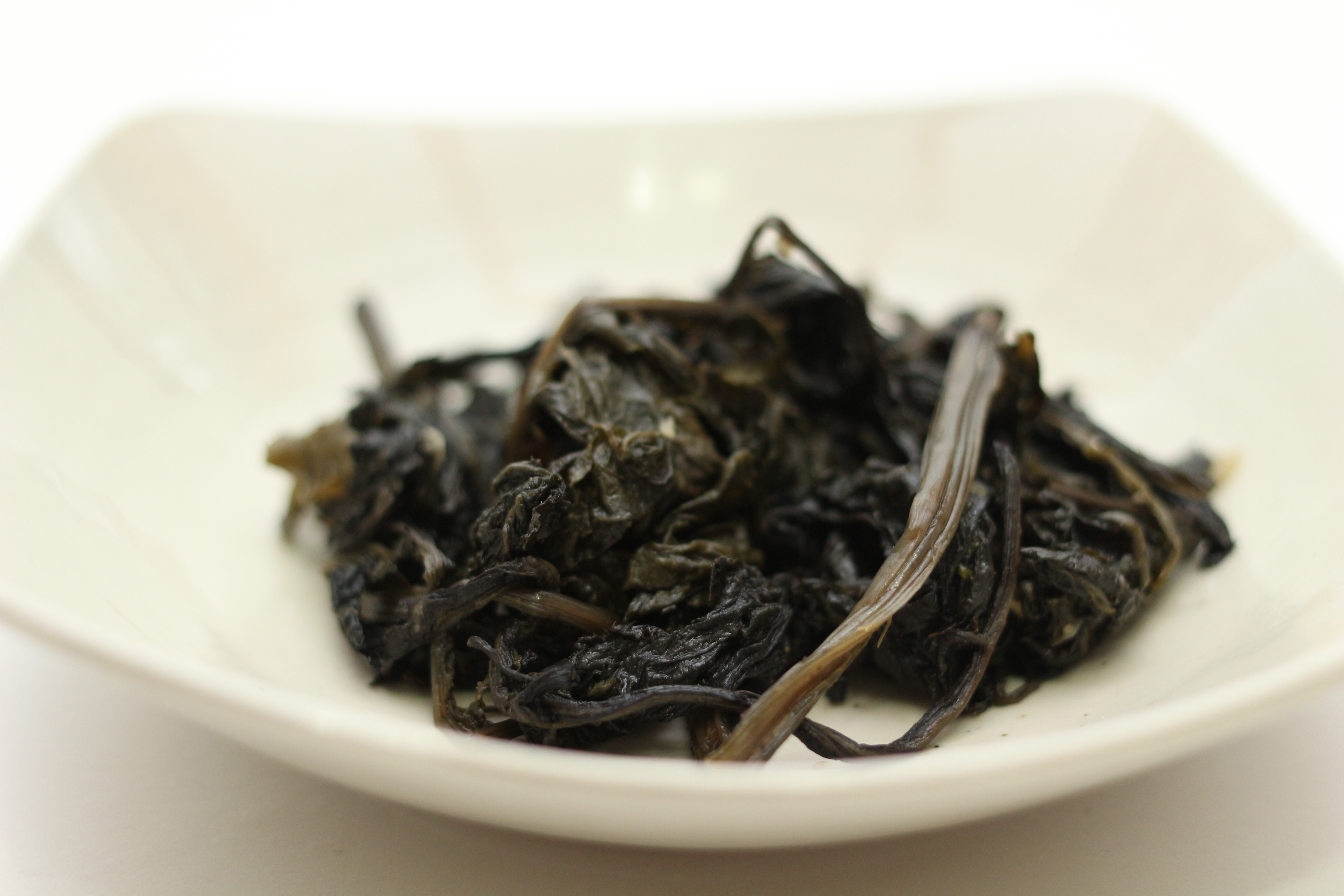
Намуль з Cirsium setidens
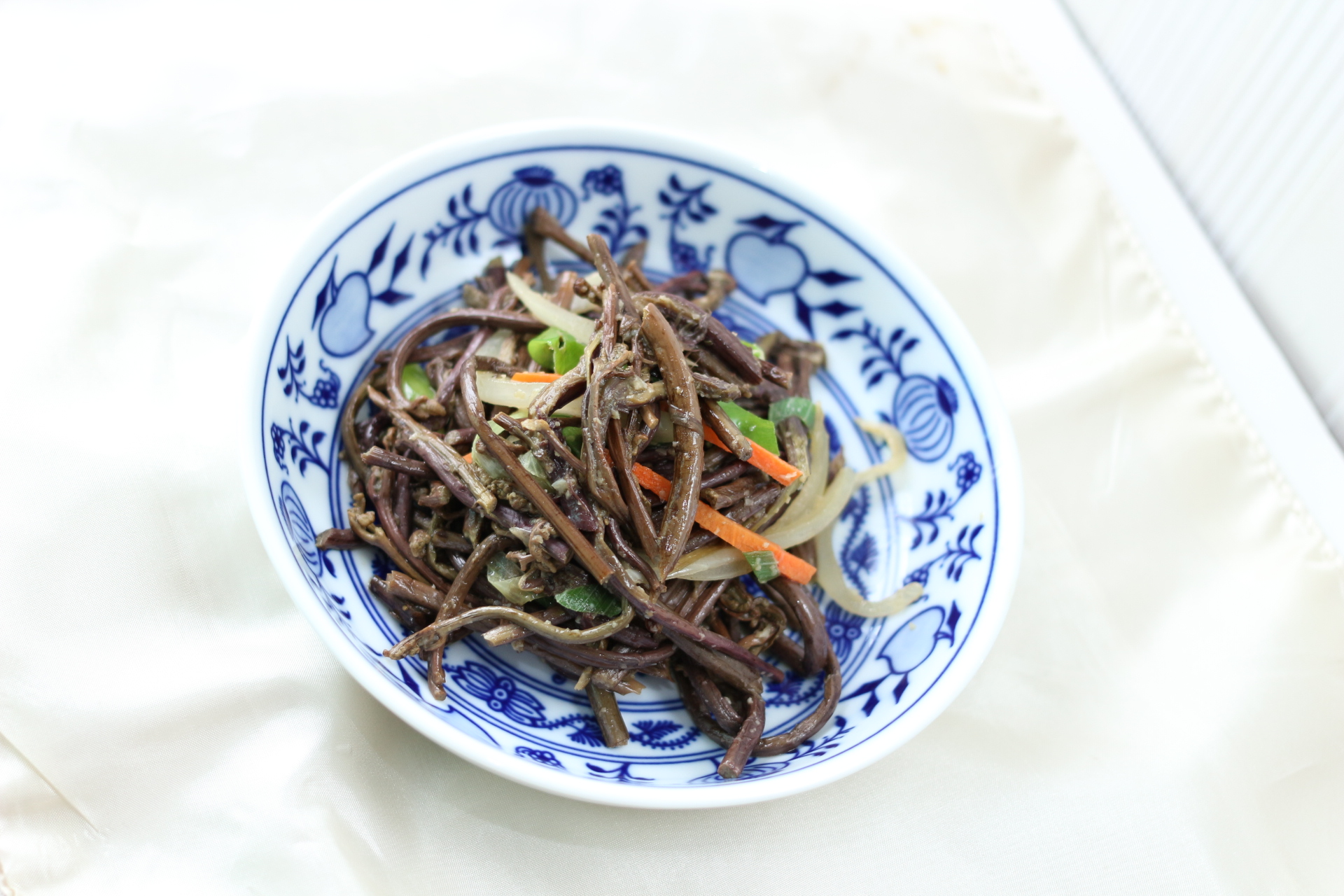
Рахіси папороті в намулі
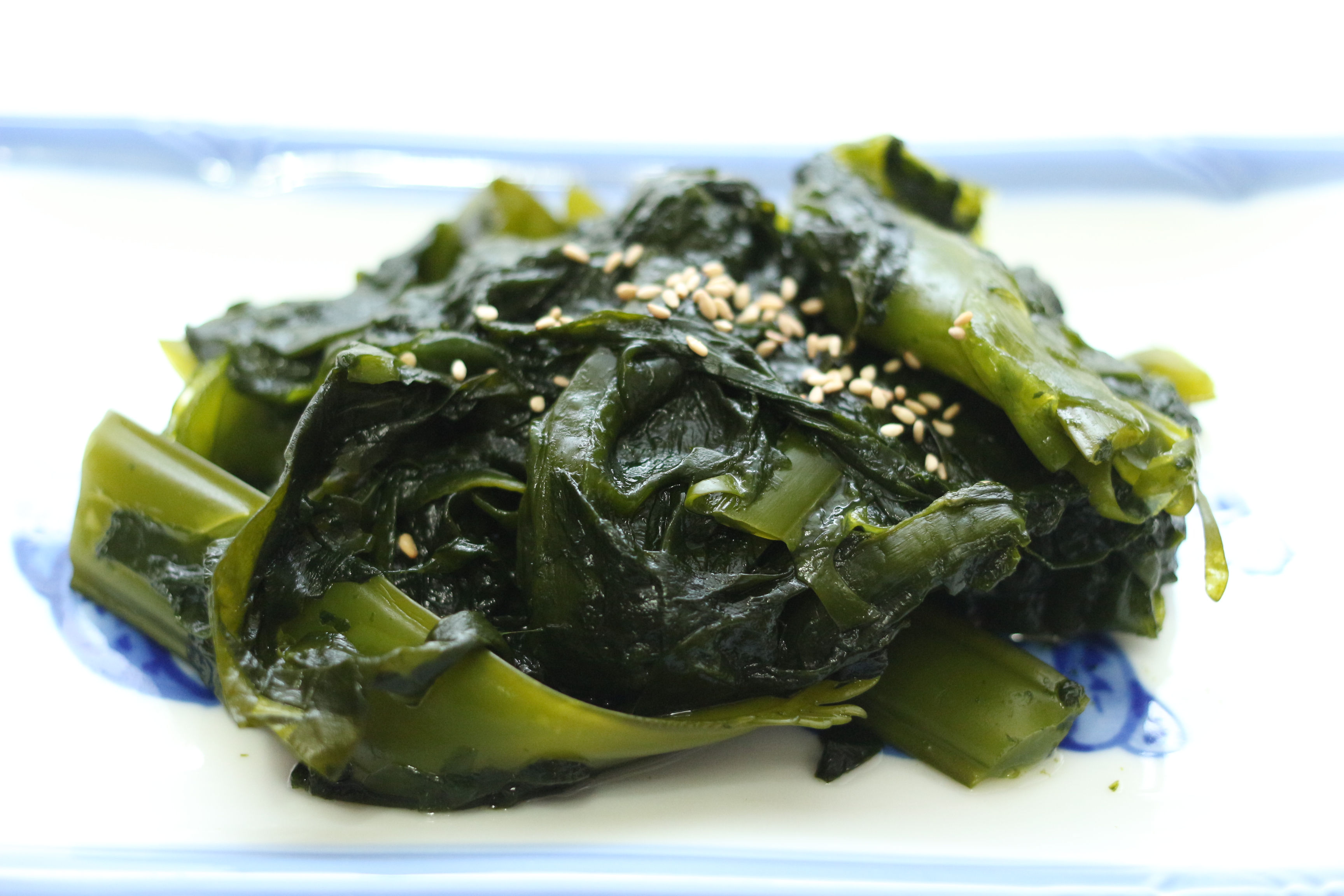
Ундарія периста в намулі
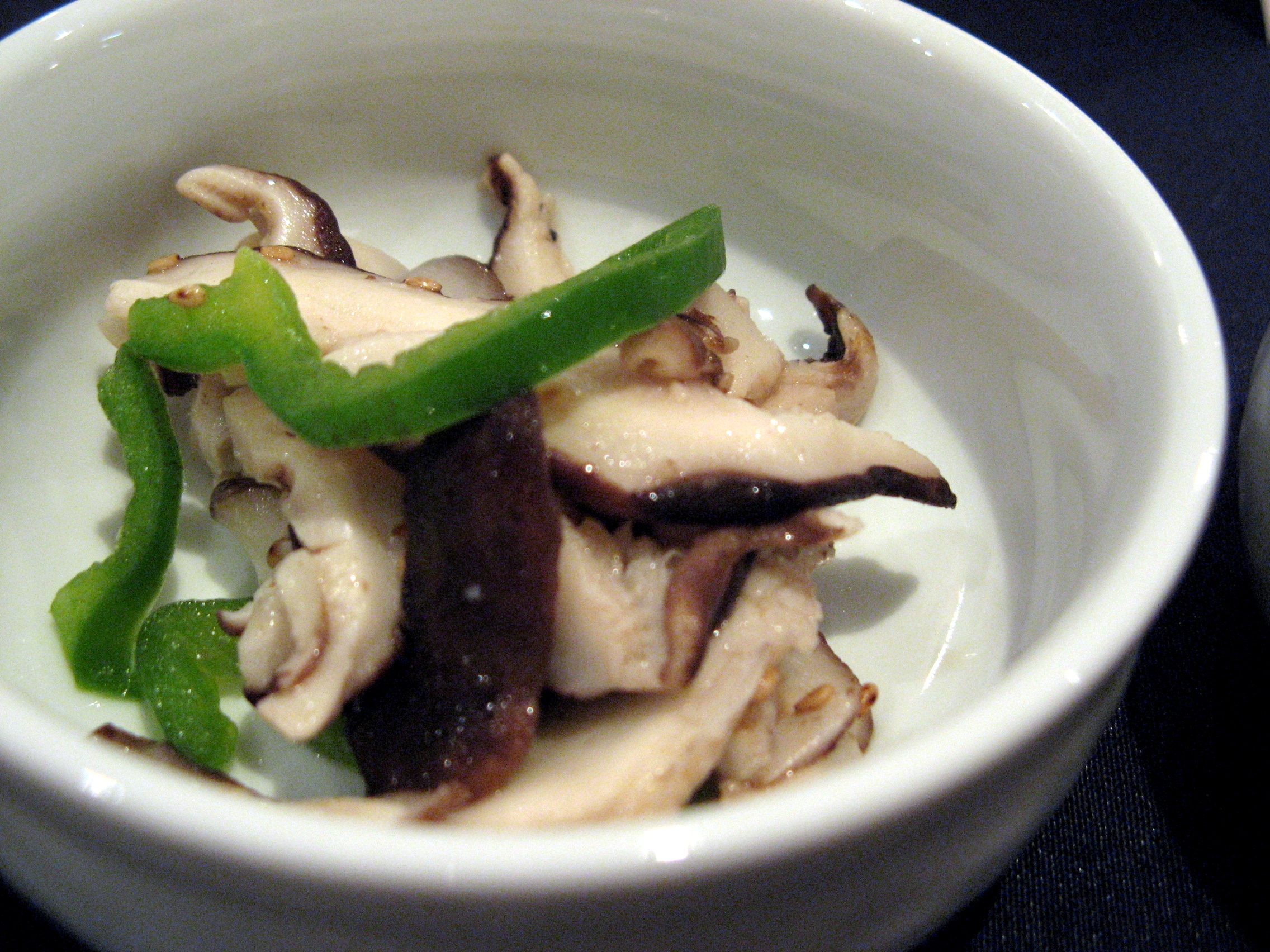
Шіїтаке в намулі
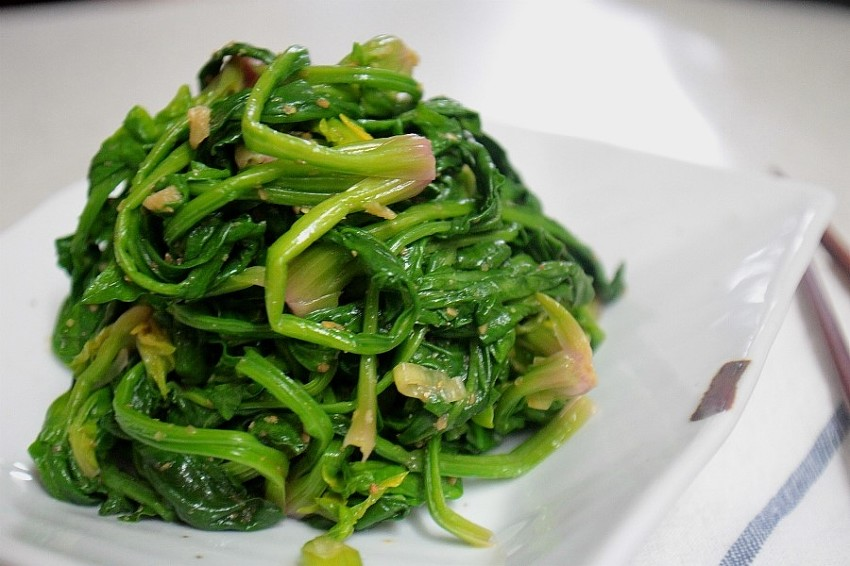
Шпинат городній в намулі
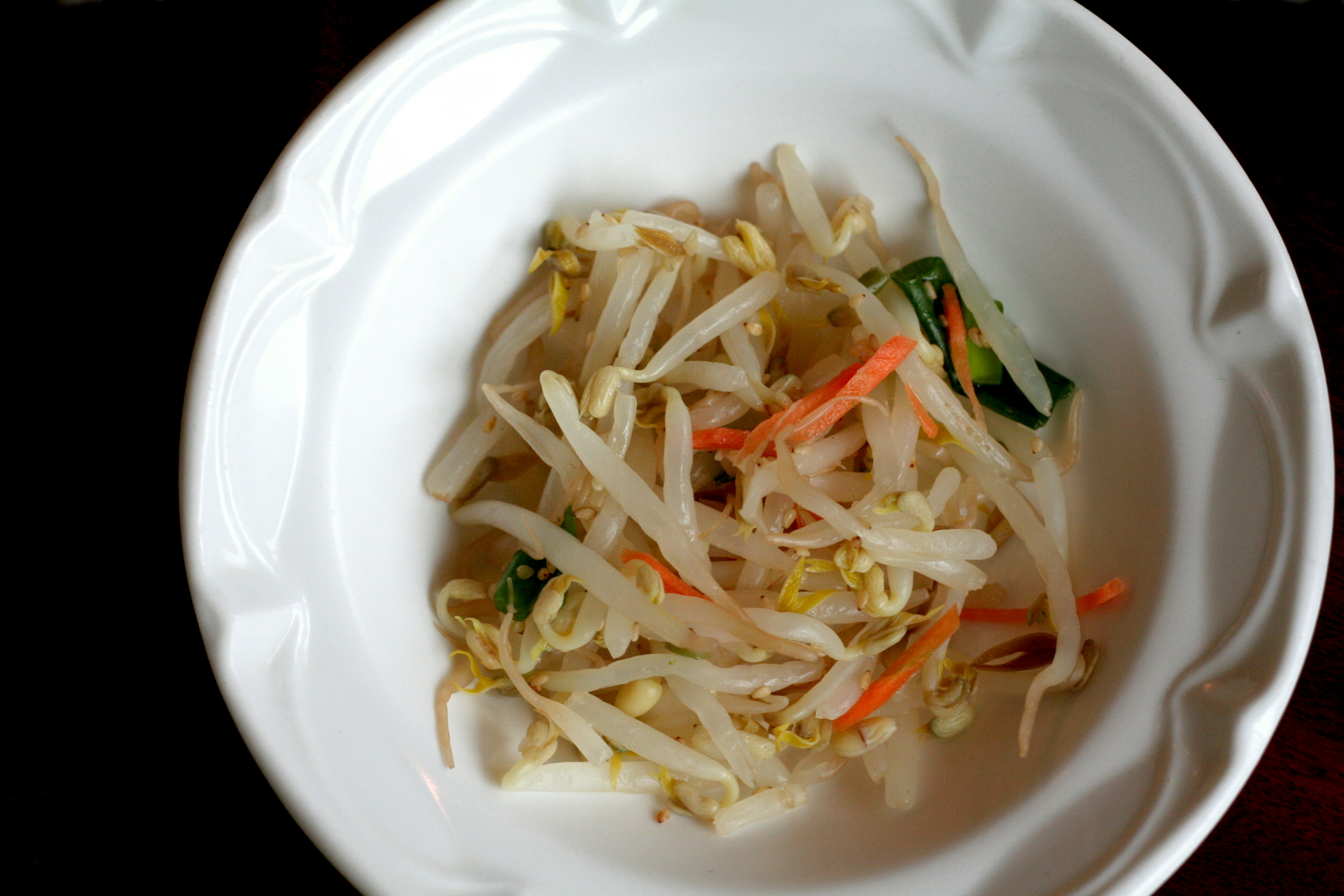
Паростки вігни в намулі
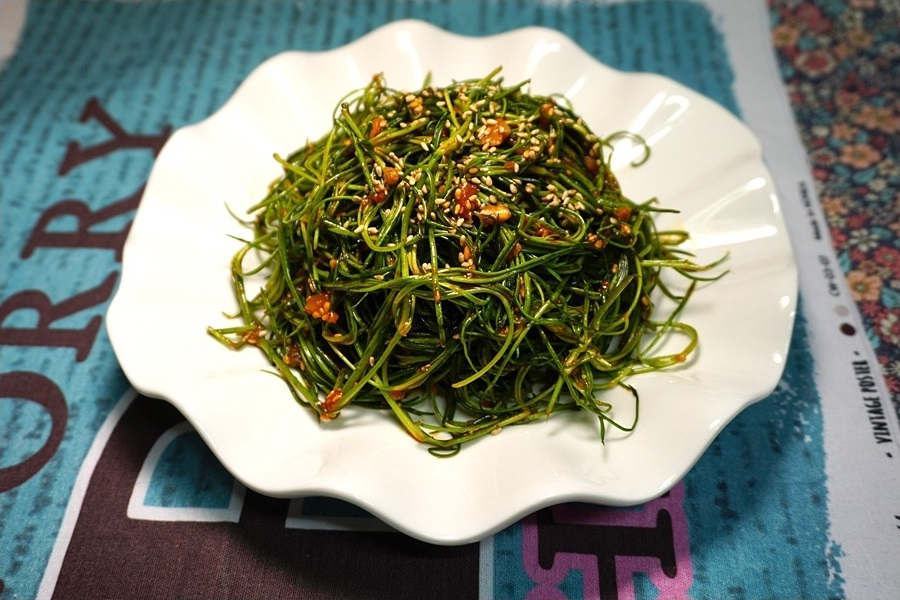
Намуль з Spergularia marina
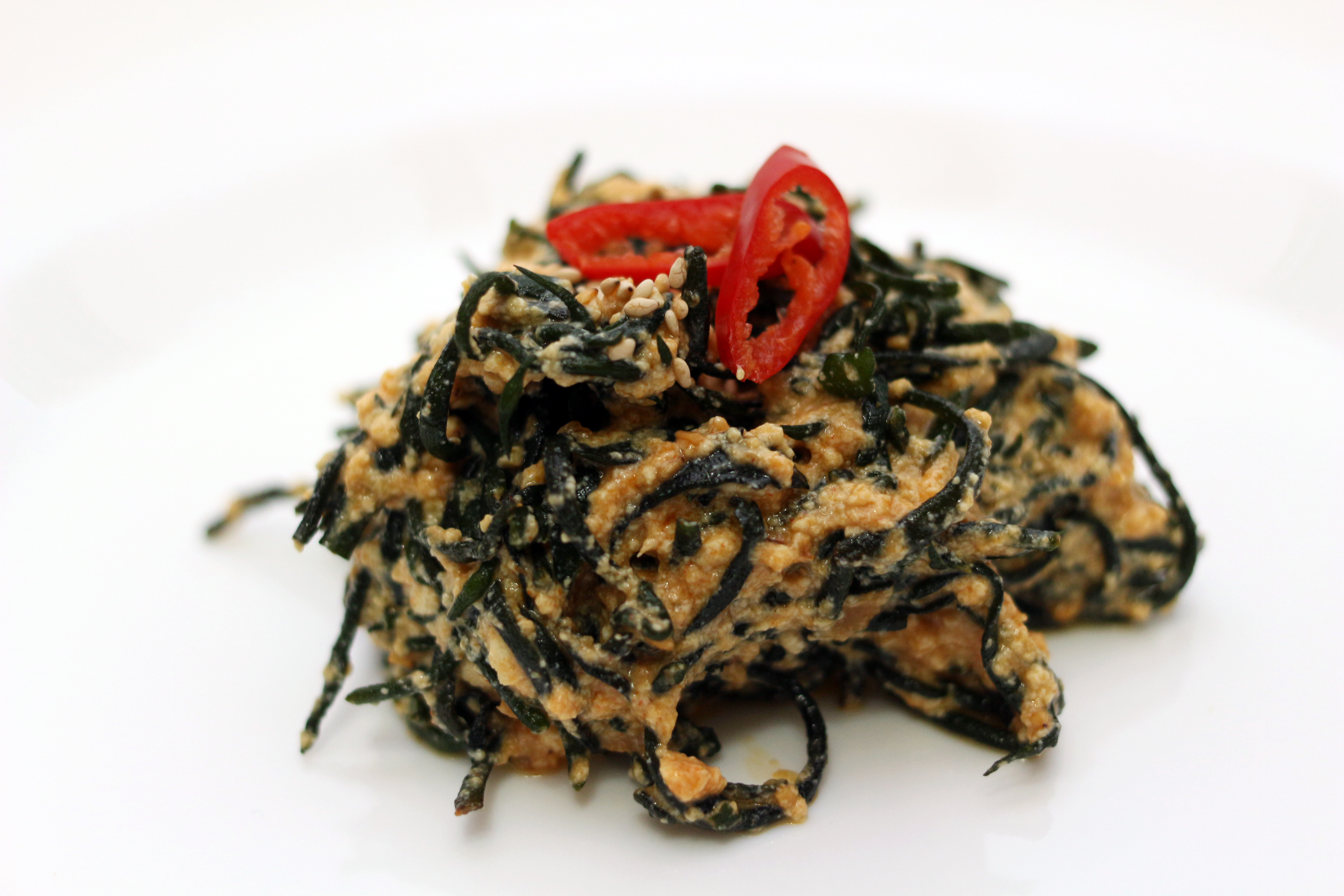
Намуль з Sargassum fusiforme
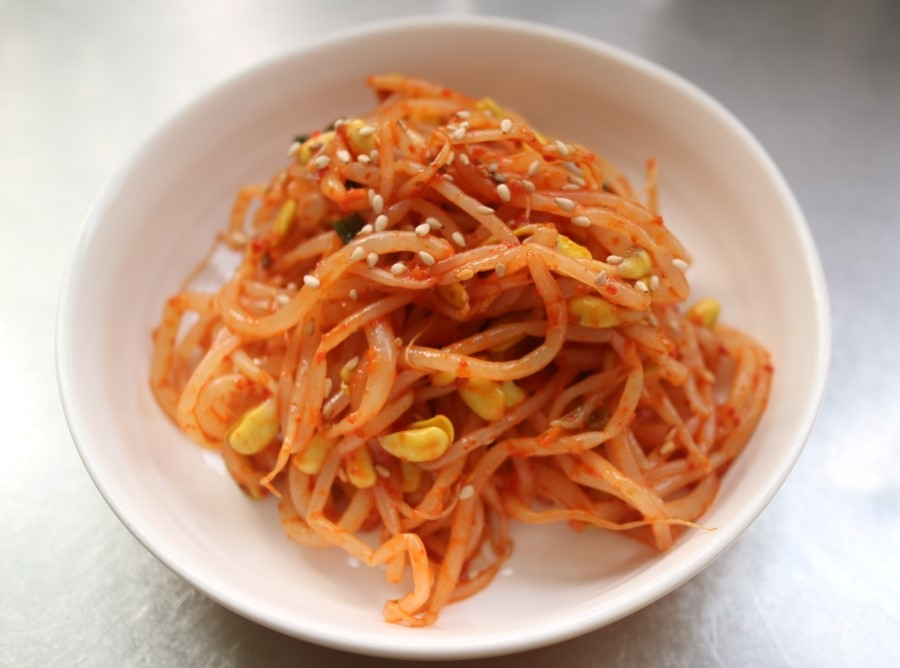
Паростки сої в намулі
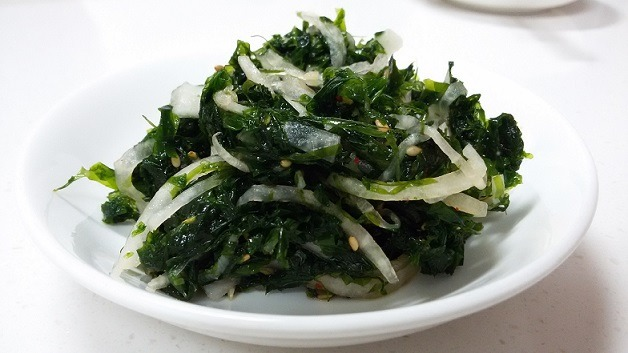
Намуль з Аонорі
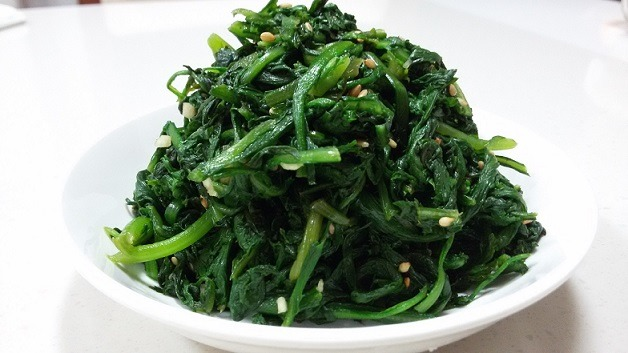
Намуль з Glebionis coronaria